# Barzelletta
Barzelletta (en italiano "broma", pl. barzellette) era una forma poética italiana utilizada por los compositores de la frottola durante los siglos XV y XVI. Es una canción propia de la poesía italiana que probablemente deriva del bergerette francés y con un estilo perteneciente en parte al virelai y en parte al rondeau.

## Descripción
De las diferentes formas de verso establecidas por los compositores de frottola, la barzelletta parece haber sido la más popular, especialmente en las primeras publicaciones hasta aproximadamente 1510. Mientras que el término frottola es genérico y hace referencia a una variedad de tipos prosódicos, en su significado específico suele ser sinónimo de barzelletta, como sugiere el cuarto libro de Ottaviano Petrucci Strambotti, ode, frottole [= barzellette], sonetti (RISM, 1505) o el tercer libro de Andrea Antico Canzoni, sonetti, strambotti et frottole [= barzellette] (1513). Por lo general, se desarrolla en métrica de tipo troqueo con versos octosílabos (ottonario trocaico). Estructuralmente consta de dos secciones:
- una ripresa con cuatro versos que riman siguiendo el patrón abba o abab.
- una estrofa formada por seis u ocho versos que siguen este orden: 
  - dos mutazioni o piedi, que son pares de versos con rima idéntica.
  - una volta, que es un pareado o cuarteta, cuyo último verso suele rimar con el primero de la ripresa, de ahí la denominación volta que significa vuelta.

Una estrofa de seis versos puede rimar como cdcdda y una de ocho como cdcddeea. Anticipada en la rima de conexión o concatenazione, la ripresa en su totalidad o más a menudo en parte (dos versos) reaparece antes de las sucesivas estrofas (que pueden ser de dos a cinco o más) y después de la última. Algunas barzellette se cantan con dos unidades musicales (AB), otras con cuatro (ABCD) o más, dependiendo de cuántas frases de la ripresa se incorporen a la estrofa. Una estructura de dos unidades puede consistir en AB para la ripresa, AA para los piedi, B para la volta y A para la ripresa. Cuando aparece material nuevo en la estrofa, puede disponerse como CC para los piedi y D para la volta. Las frases musicales suelen tener la misma longitud, agrupándose simétricamente en unidades de tres o cuatro compases.
Cuenta con un acompañamiento musical generalmente de laúd y viola. Con su métrica trocaica, la barzelletta tiende a ser viva y bailable, con fuertes pulsos y fuertes acentos en las cadencias. Como el italiano suele tener acentos en la penúltima sílaba, el resultado es una secuencia de pulsos fuertes y débiles, que conduce a la llamada cadencia "femenina" correspondiente a un verso piano. En este aspecto se diferencia del strambotto, más lánguido, con verso yámbico endecasílabo y la última sílaba cayendo en un pulso fuerte. La barzelletta se relaciona, en cuanto a la prosodia, con la ballata (y el virelai francés), la lauda, de la que muchos ejemplos eran barzellette provistas de textos religiosos, y la cantiga o villancico español. Se puede suponer una conexión etimológica con la bergerette, que era un virelai monostrófico.